# Caldesia parnassifolia
Caldesia parnassifolia là một loài thực vật có hoa trong họ Alismataceae. Loài này được (L.) Parl. mô tả khoa học đầu tiên năm 1860.
Caldesia parnassifolia sinh sống trong môi trường ao hồ nước sạch và chảy chậm trong nhiều khu vực tại châu Âu, châu Á, châu Phi và Australia, từ Pháp tới Viễn Đông Nga và về phía nam tới Botswana, Madagascar và Queensland.